# Carl von Marr
Pour les articles homonymes, voir Marr.
Carl von Marr, né à Milwaukee (États-Unis) le 14 février 1858 et mort à Munich le 10 juillet 1936 , est un peintre américain d'ascendance allemande.

## Biographie
Carl von Marr est le fils du graveur John Marr et le beau-père de Willy Messerschmitt. Il fut l'élève d'Henry Vianden à Milwaukee, de Martin Schauß (de) à Weimar, de Karl Gussow à Berlin, puis d'Otto Seitz (de), Robert Auer, Wilhelm von Lindenschmit (de) à l'Académie des beaux-arts de Munich.

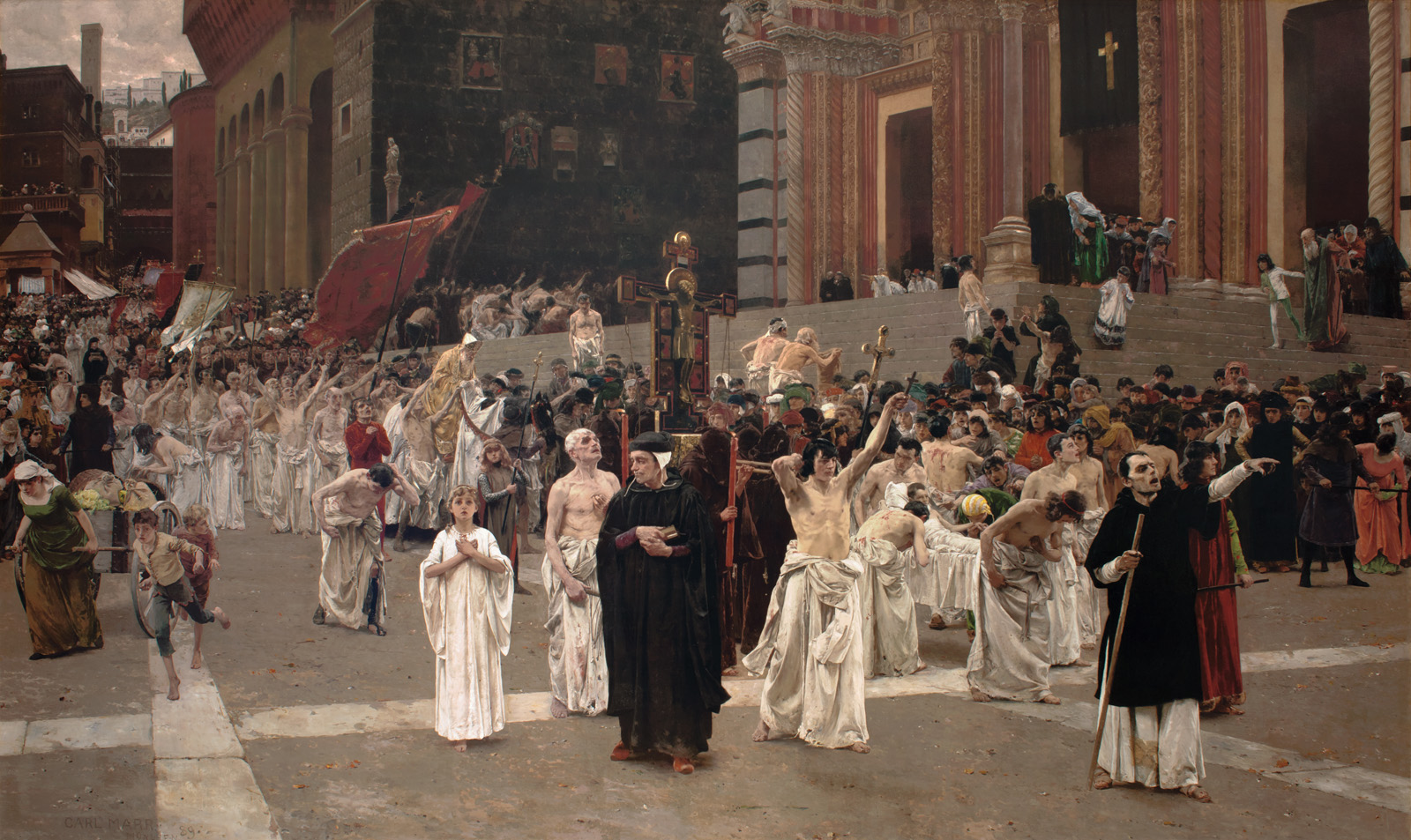
Carl von Marr Les Flagellants (1889)

Sa première œuvre, Assuérus, le Juif errant, a reçu une médaille et Allemagne en 1906 a reçu une médaille d'or à Munich et fut exposée à partir de 1911 à l'Académie royale de Prusse à Königsberg. Une grande toile, Les Flagellants, peinte en 1889, a été temporairement déplacée de la collection permanente de la ville de Milwaukee et exposée à Munich, en Allemagne.
Il a reçu une médaille d'or à l'Exposition de Munich en 1889, une médaille d'or à l'exposition internationale de Berlin en 1890 et une médaille d'or à l'exposition universelle de Chicago en 1893. Une autre toile, Après-midi d'été, à l'origine de la collection de Phoebe Hearst, en 1911 dans la collection permanente de l'Université de Californie à Berkeley, a reçu une médaille d'or à Berlin, en 1892. Carl von Marr devint professeur en 1893, directeur en 1919 de l'Académie de Munich et en 1895 membre de l'Académie des Arts de Berlin. Parmi ses élèves figure Theodor Baierl.